# Olympische Sommerspiele 1992/Kanu – Einer-Kajak 1000 m (Männer)
Die Wettkämpfe im Einer-Kajak über 1000 Meter bei den Olympischen Sommerspielen 1992 wurden vom 4. bis 8. August 1992 im spanischen Küstenort Castelldefels ausgetragen.
Gold holte der Australier Clint Robinson, der für seinen Olympiasieg ein Jahr später mit der Medaille des Order of Australia ausgezeichnet wurde.

## Ergebnisse

### Vorläufe
Die jeweils ersten zwei Boote qualifizierten sich direkt für das Halbfinale, die restlichen Boote für die Hoffnungsläufe.

#### Vorlauf 1
| Rang | Athleten         | Nation                        | Zeit        |
| ---- | ---------------- | ----------------------------- | ----------- |
| 1    | Beniamino Bonomi | Italien                       | 3:39,44 min |
| 2    | Artūras Vieta    | Litauen                       | 3:40,81 min |
| 3    | John MacDonald   | Neuseeland                    | 3:43,17 min |
| 4    | Graham Burns     | Großbritannien                | 3:43,84 min |
| 5    | Pär Lindén       | Schweden                      | 3:43,89 min |
| 6    | Enrique Leite    | Uruguay                       | 3:49,02 min |
| 7    | Srđan Marilović  | Unabhängige Olympiateilnehmer | 3:50,02 min |

#### Vorlauf 2
| Rang | Athleten         | Nation     | Zeit        |
| ---- | ---------------- | ---------- | ----------- |
| 1    | Clint Robinson   | Australien | 3:38,80 min |
| 2    | Renn Crichlow    | Kanada     | 3:39,66 min |
| 3    | Roberto Liberato | Schweiz    | 3:40,22 min |
| 4    | Patrick Holmes   | Irland     | 3:44,78 min |
| 5    | Óscar García     | Spanien    | 3:45,08 min |
| 6    | Anisi            | Indonesien | 4:06,90 min |

#### Vorlauf 3
| Rang | Athleten       | Nation         | Zeit        |
| ---- | -------------- | -------------- | ----------- |
| 1    | Thor Nielsen   | Dänemark       | 3:39,86 min |
| 2    | Ferenc Csipes  | Ungarn         | 3:40,49 min |
| 3    | Jens Stegemann | Deutschland    | 3:43,22 min |
| 4    | Ihor Nahajew   | Vereintes Team | 3:44,29 min |
| 5    | Mark Perrow    | Südafrika      | 3:45,29 min |
| 6    | Park Ki-jung   | Südkorea       | 4:06,89 min |

#### Vorlauf 4
| Rang | Athleten           | Nation             | Zeit        |
| ---- | ------------------ | ------------------ | ----------- |
| 1    | Knut Holmann       | Norwegen           | 3:35,70 min |
| 2    | Marin Popescu      | Rumänien           | 3:36,49 min |
| 3    | Gregory Barton     | Vereinigte Staaten | 3:36,59 min |
| 4    | José Garcia        | Portugal           | 3:46,82 min |
| 5    | Róbert Erban       | Tschechoslowakei   | 3:48,96 min |
| 6    | Zvonimir Krznarić  | Kroatien           | 3:54,02 min |
| 7    | Sebastián Cuattrin | Brasilien          | 4:09,13 min |

### Hoffnungsläufe
Die ersten drei Boote der jeweiligen Hoffnungsläufe und der schnellere Vierte erreichten das Halbfinale.

#### Hoffnungslauf 1
| Rang | Athleten          | Nation             | Zeit        |
| ---- | ----------------- | ------------------ | ----------- |
| 1    | Gregory Barton    | Vereinigte Staaten | 3:32,34 min |
| 2    | Ihor Nahajew      | Vereintes Team     | 3:34,15 min |
| 3    | John MacDonald    | Neuseeland         | 3:35,07 min |
| 4    | Óscar García      | Spanien            | 3:36,70 min |
| 5    | Zvonimir Krznarić | Kroatien           | 3:36,77 min |
| 6    | Enrique Leite     | Uruguay            | 3:40,20 min |

#### Hoffnungslauf 2
| Rang | Athleten           | Nation                        | Zeit        |
| ---- | ------------------ | ----------------------------- | ----------- |
| 1    | José Garcia        | Portugal                      | 3:34,92 min |
| 2    | Mark Perrow        | Südafrika                     | 3:36,13 min |
| 3    | Roberto Liberato   | Schweiz                       | 3:36,89 min |
| 4    | Graham Burns       | Großbritannien                | 3:38,48 min |
| 5    | Sebastián Cuattrin | Brasilien                     | 3:41,68 min |
| 6    | Srđan Marilović    | Unabhängige Olympiateilnehmer | 3:45,52 min |
| 7    | Anisi              | Indonesien                    | 3:54,36 min |

#### Hoffnungslauf 3
| Rang | Athleten       | Nation           | Zeit        |
| ---- | -------------- | ---------------- | ----------- |
| 1    | Jens Stegemann | Deutschland      | 3:33,15 min |
| 2    | Róbert Erban   | Tschechoslowakei | 3:33,90 min |
| 3    | Patrick Holmes | Irland           | 3:35,62 min |
| 4    | Park Ki-jung   | Südkorea         | 3:58,18 min |
| —    | Pär Lindén     | Schweden         | DSQ         |

### Halbfinalläufe
Die ersten vier Boote des jeweiligen Halbfinals und der zeitbessere Fünfte erreichten das Finale.

#### Halbfinale 1
| Rang | Athleten         | Nation             | Zeit        |
| ---- | ---------------- | ------------------ | ----------- |
| 1    | Gregory Barton   | Vereinigte Staaten | 3:36,34 min |
| 2    | Thor Nielsen     | Dänemark           | 3:36,35 min |
| 3    | Marin Popescu    | Rumänien           | 3:37,30 min |
| 4    | Beniamino Bonomi | Italien            | 3:37,53 min |
| 5    | Renn Crichlow    | Kanada             | 3:38,40 min |
| 6    | John MacDonald   | Neuseeland         | 3:38,95 min |
| 7    | Mark Perrow      | Südafrika          | 3:40,20 min |
| 8    | Jens Stegemann   | Deutschland        | 3:41,72 min |
| 9    | Patrick Holmes   | Irland             | 3:42,07 min |

#### Halbfinale 2
| Rang | Athleten         | Nation           | Zeit        |
| ---- | ---------------- | ---------------- | ----------- |
| 1    | Knut Holmann     | Norwegen         | 3:35,21 min |
| 2    | Clint Robinson   | Australien       | 3:36,59 min |
| 3    | José Garcia      | Portugal         | 3:37,34 min |
| 4    | Artūras Vieta    | Litauen          | 3:37,54 min |
| 5    | Róbert Erban     | Tschechoslowakei | 3:38,86 min |
| 6    | Roberto Liberato | Schweiz          | 3:39,89 min |
| 7    | Óscar García     | Spanien          | 3:41,84 min |
| 8    | Ihor Nahajew     | Vereintes Team   | 3:45,85 min |
| 9    | Ferenc Csipes    | Ungarn           | 3:49,73 min |

### Finale
| Rang | Athleten         | Nation             | Zeit        |
| ---- | ---------------- | ------------------ | ----------- |
| 1    | Clint Robinson   | Australien         | 3:37,26 min |
| 2    | Knut Holmann     | Norwegen           | 3:37,50 min |
| 3    | Gregory Barton   | Vereinigte Staaten | 3:37,93 min |
| 4    | Marin Popescu    | Rumänien           | 3:38,37 min |
| 5    | Beniamino Bonomi | Italien            | 3:41,12 min |
| 6    | José Garcia      | Portugal           | 3:41,60 min |
| 7    | Thor Nielsen     | Dänemark           | 3:41,70 min |
| 8    | Renn Crichlow    | Kanada             | 3:43,46 min |
| 9    | Artūras Vieta    | Litauen            | 3:46,92 min |